# 编码
编码是信息从一种形式或格式转换为另一种形式的过程；解码则是编码的逆过程。

## 扩展定义
对于特定的上下文，编码有一些更具体的意义。
- 编码（Encoding）在认知上是解释传入的刺激的一种基本知觉的过程。技术上来说，这是一个复杂的、多阶段的转换过程，从较为客观的感觉输入（例如光、声）到主观上有意义的体验。
- 字符编码（Character encoding）是一套法则，使用该法则能够对自然语言的字符的一个集合（如字母表或音节表），与其他东西的一个集合（如号码或电脉冲）进行配对。
- 文字编码（Text encoding）使用一种标记语言来标记一篇文字的结构和其他特征，以方便计算机进行处理。
- 语义编码（Semantics encoding），以正式语言乙对正式语言甲进行语义编码，即是使用语言乙表达语言甲所有的词汇（如程序或说明）的一种方法。
- 电子编码（Electronic encoding）是将一个信号转换成为一个代码，这种代码是被优化过的以利于传输或存储。转换工作通常由一个编解码器完成。
- 神经编码（Neural encoding）是指信息在神经元中被如何描绘的方法。
- 记忆编码（Memory encoding）是把某些主观的体验例如是感觉转换成记忆的过程。
- 加密（Encryption）是为了保密而对信息进行转换的过程。
- 轉码（Transcoding）是将已經编码的信息从一种格式转换到另一种格式的过程。
- 解碼（Decoding）是編碼的相反，亦即把編碼過的信息恢復成原來樣式。